# Thyriochlorota bernali
Thyriochlorota bernali är en skalbaggsart som beskrevs av Soula 2002. Thyriochlorota bernali ingår i släktet Thyriochlorota och familjen Rutelidae. Inga underarter finns listade i Catalogue of Life.